# Wintereae
Wintereae, tribus vazdazelenih grmova i drveća iz porodice Winteraceae. Sastoji se od dva roda, jedan endemičan sa 4 vrste za Novi Zeland, a drugi raširen od Nove Gvineje do Nove Kaledonije i Queenslanda.

## Rodovi
1. Zygogynum Baill. (47 spp.)
2. Pseudowintera Dandy (4 spp.)